# Birgenair
Birgenair fue una aerolínea chárter turca establecida en 1988 con sede en Estambul, Turquía. Cesó sus operaciones en octubre de 1996, tras el accidente del Vuelo 301 de Birgenair.

## Historia

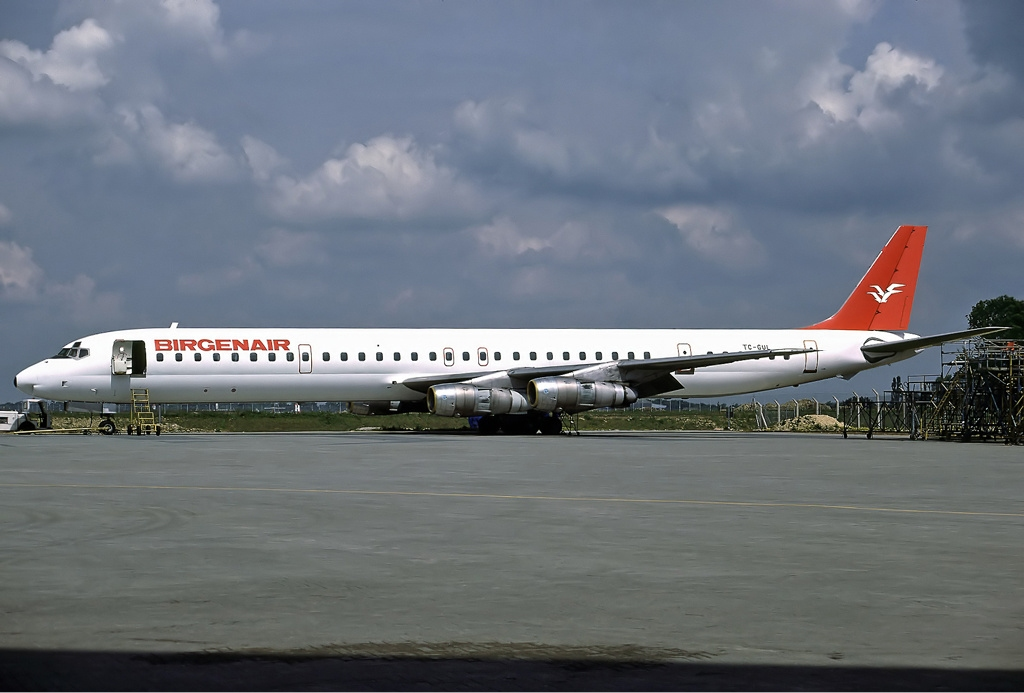
Un Douglas DC-8-61 de Birgenair en el Aeropuerto de Londres-Stansted en 1989

Birgenair fue fundada en 1988 y comenzó sus operaciones en agosto de 1989 con un Douglas DC-8-61. Inicialmente, la aeronave realizaba vuelos chárter especiales para trabajadores invitados turcos. Con el crecimiento del turismo de masas en Turquía, se desarrolló una estrecha cooperación con el operador turístico alemán Öger Tours, lo que permitió a la empresa expandirse a principios de los años 90. En abril de 1992, la flota se amplió con un Boeing 757-200 y en marzo de 1993 con un Boeing 737-300. Para mejorar la utilización de los aviones, el Boeing 757 fue operado temporalmente para otras aerolíneas bajo régimen de alquiler con tripulación durante los meses de invierno, incluyendo para Caribbean Airways, con sede en Barbados. La empresa vendió su DC-8 en 1994 a ABX Air y arrendó sucesivamente dos Boeing 727-200 de Yemenia y un McDonnell Douglas DC-10-30 de Skyjet.
Para poder continuar sus vuelos transatlánticos en la temporada de invierno 1995/96, Öger Tours y Birgenair establecieron una cooperación con la recién fundada compañía dominicana Alas Nacionales en 1995. Esta empresa, con base en Puerto Plata, poseía un certificado de operador aéreo pero no tenía aeronaves. Alas Nacionales solicitó derechos de ruta para vuelos a Alemania, que serían operados por Birgenair. A cambio, se ofreció a los accionistas de la compañía dominicana una bonificación de 10 marcos alemanes por pasajero transportado. Tras recibir los derechos de vuelo, Birgenair trasladó su Boeing 767-200ER a la República Dominicana, donde fue registrado con la empresa asociada el 25 de octubre de 1995 con la matrícula HI-660CA. La aeronave, arrendada oficialmente a Alas Nacionales, seguía llevando los colores de la aerolínea turca excepto por el cambio en el logotipo. Sus vuelos chárter entre República Dominicana y Alemania comenzaron una semana después. Además, Birgenair alquiló su Boeing 757-200 a la aerolínea argentina STAF en noviembre de 1995 y lo utilizó en cinco pares de vuelos entre República Dominicana y Buenos Aires. Al finalizar el contrato en enero de 1996, el 757 fue estacionado en Puerto Plata.
La intensa publicidad negativa sobre Birgenair y otros operadores de vuelos de bajo costo en Alemania tras el accidente del Vuelo 301 de Birgenair provocó una fuerte caída en las reservas. Como resultado, Birgenair suspendió todos los vuelos inmediatamente después del accidente. Inicialmente se planeó reanudar las operaciones al año siguiente, pero la compañía declaró la bancarrota ese mismo año.

## Flota

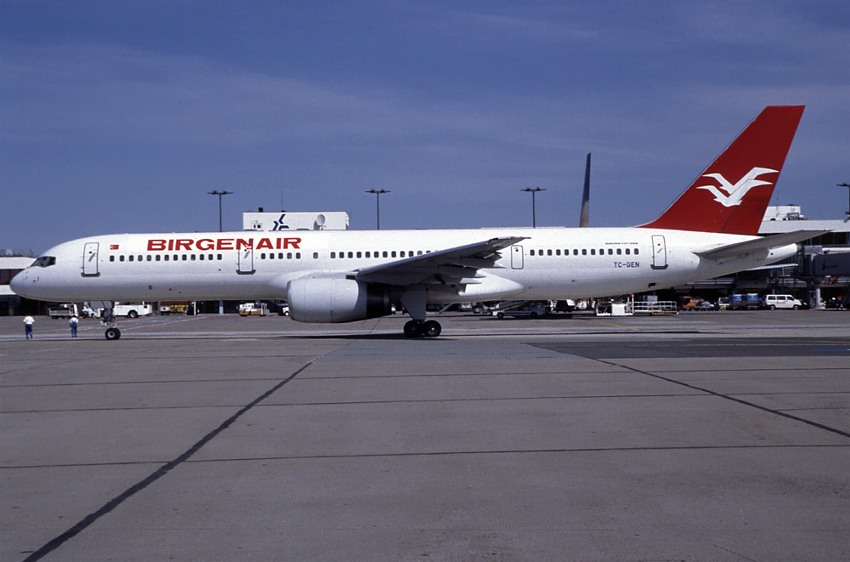
Un Boeing 757-200 de Birgenair en el Aeropuerto de Berlín-Schönefeld en 1995. Esta aeronave, matrícula TC-GEN, se estrellaría luego como el Vuelo 301 de Birgenair.

A lo largo de los años, Birgenair operó los siguientes tipos de aeronaves:
| Aeronave                   | Total | Introducida | Retirada | Notas                                          |
| -------------------------- | ----- | ----------- | -------- | ---------------------------------------------- |
| Boeing 707-320C            | 1     | 1991        | 1991     | Arrendada de TAROM.                            |
| Boeing 727-200             | 2     | 1994        | 1994     | Arrendados de Yemenia.                         |
| Boeing 737-300             | 1     | 1993        | 1996     |                                                |
| Boeing 757-200             | 2     | 1992        | 1996     | Uno se estrelló como el Vuelo 301 de Birgenair |
| Boeing 767-200ER           | 1     | 1995        | 1996     | Arrendado a Alas Nacionales                    |
| Douglas DC-8-61            | 1     | 1989        | 1994     |                                                |
| McDonnell Douglas DC-10-30 | 1     | 1994        | 1994     | Arrendado de Skyjet.                           |

## Accidentes e incidentes
El 6 de febrero de 1996, el Vuelo 301 de Birgenair tenía como destino Fráncfort, Alemania, pero se estrelló poco después de despegar del Aeropuerto de Puerto Plata, en la República Dominicana, en el Océano Atlántico a 26 kilómetros de la costa. Todos los 176 pasajeros y 13 tripulantes murieron en el impacto. Se descubrió que uno de los indicadores de velocidad del Boeing 757-200 no funcionaba correctamente debido a que una avispa mud dauber había construido un nido en un tubo pitot, lo que confundió a los pilotos respecto a si la velocidad de la aeronave era demasiado alta o demasiado baja. La caja negra reveló que el capitán cometió un error al seguir utilizando el indicador defectuoso en lugar de guiarse por los otros funcionales, y no regresó al aeropuerto. La aeronave había sido arrendada debido a problemas en el avión originalmente programado para el vuelo.